# 近江鉄道900形電車
近江鉄道900形電車（おうみてつどう900がたでんしゃ）は、2013年（平成25年）6月14日より運用を開始した近江鉄道の通勤形電車である。
以下、本項においては900形電車を「本系列」と記述し、また編成単位の記述に際しては各編成の近江八幡・貴生川方先頭車であるモハ900形の車両番号をもって編成呼称とする（モハ901-モハ1901の編成であれば「901編成」）。

## 概要
2009年（平成21年）以降に西武鉄道より譲り受けた新101系電車各車両のうち、元269編成（クモハ269-クモハ270）を自社彦根工場にて改造、モハ900形901-モハ1900形1901として導入した。近江鉄道における新形式車両の導入は、1999年（平成11年）より導入された800系以来、約15年ぶりのことであった。
導入に際しては、ワンマン運転対応改造のほか、行先表示器の発光ダイオード (LED) 化、客用扉の開閉時に鳴動するドアチャイムの新設・手すりやつり革の黄色塗装化および優先席のクロスシート化などバリアフリー対応改造などが施工された。LED式行先表示器およびドアチャイムは、いずれも近江鉄道においては初採用例となった。なお、820系まで実施していた、裾角部分を切り欠く改造については、本形式導入までに地上設備の改修が実施され、その措置をしなくても入線できるようになったため、以降の形式を含めて省略することとなった。 
車体塗装は800系・820系の黄色一色塗りや、220形の白地に青・赤・緑の三色の帯を配したライオンズカラーとは異なり、琵琶湖をイメージしたダークブルー地に、前面から側面にかけてハートフルで温かみのあるイメージを意図したローズピンクの帯を配し、各客用扉下部には子供にも親しみが持てる車両となることを意図してローズピンク色のイルカのイラストを配した。また、基調色であるダークブルーは近江鉄道の親会社である西武鉄道が保有するプロ野球・埼玉西武ライオンズのチームカラーであるレジェンドブルーを意識した車体色でもあるという。このカラーリングから、登場当初は「淡海号（おうみごう）」と称した。
主要機器は西武時代と大きな変化はないが、ブレーキは従来のHSC電磁直通ブレーキからHRD-1電気指令ブレーキへ改造されている。

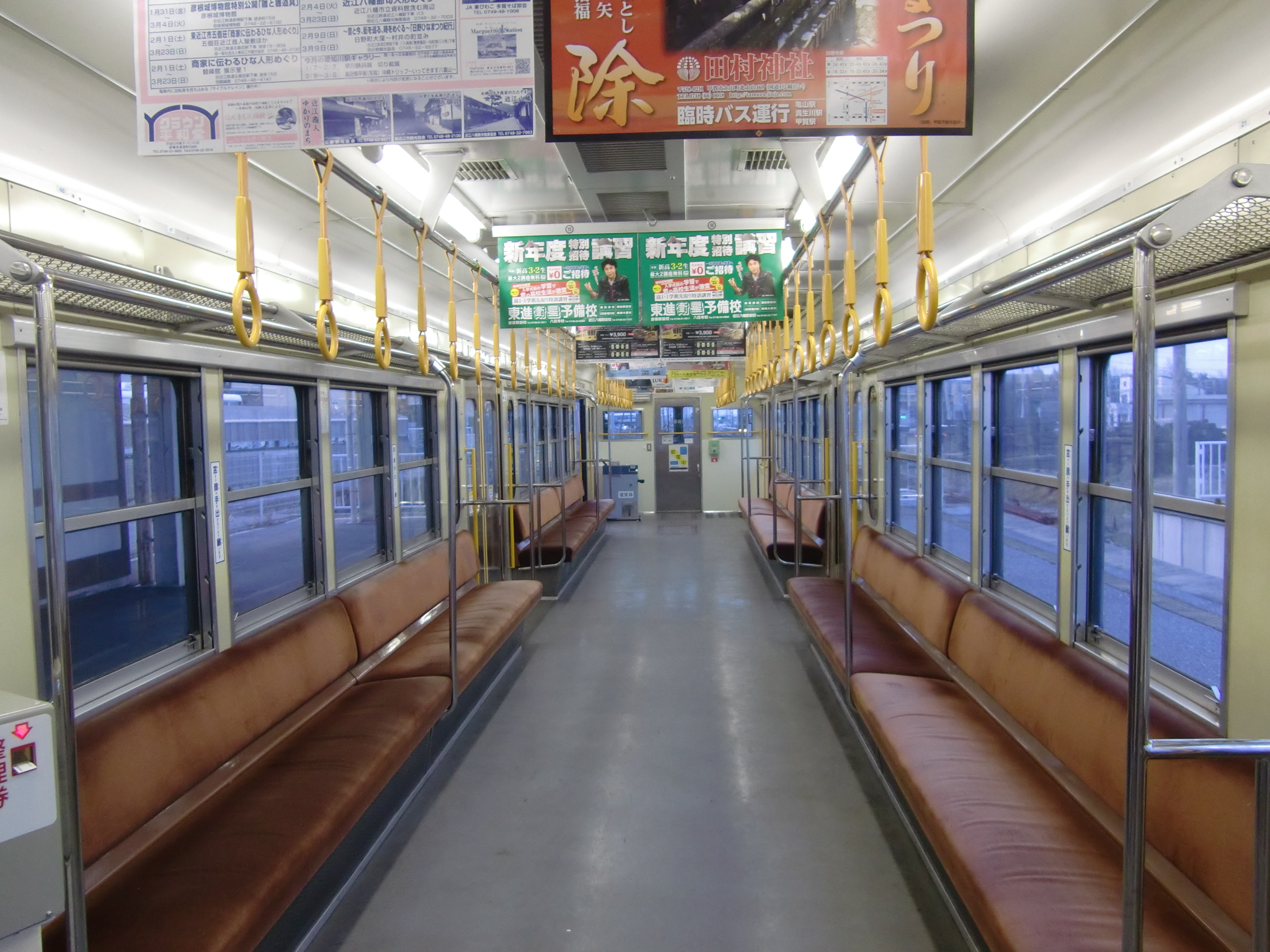
車内
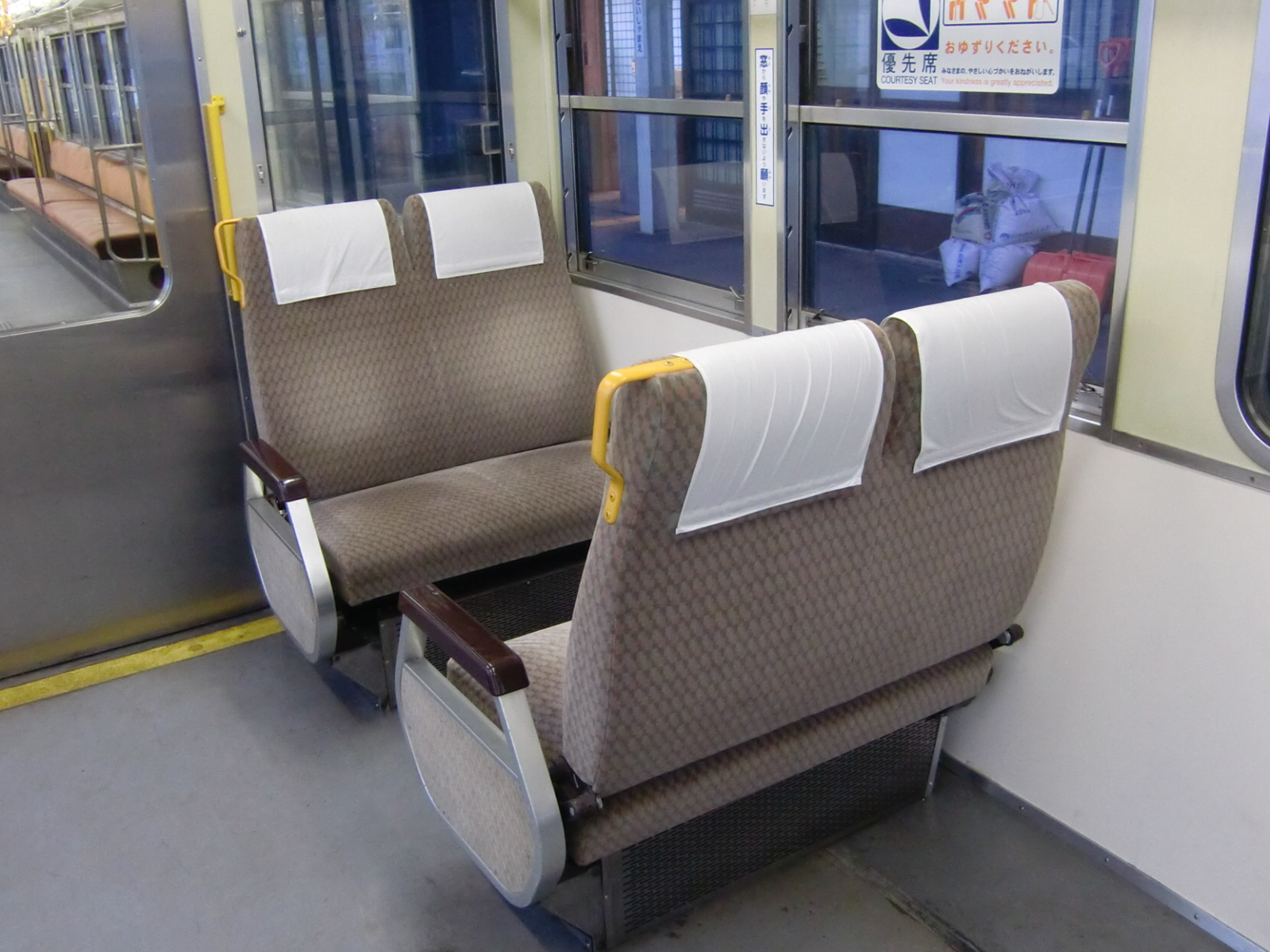
車端部のクロスシート

## 運用

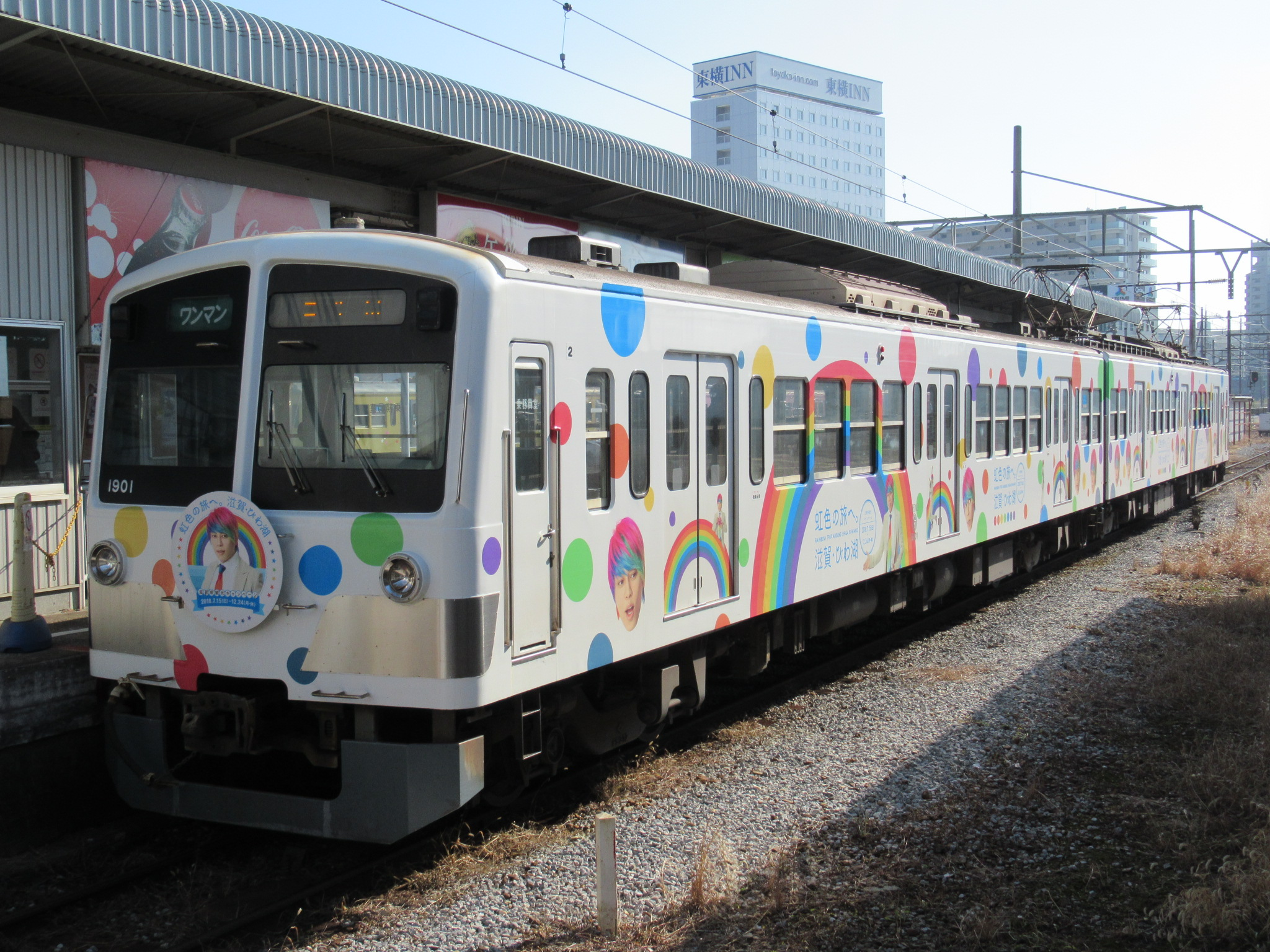
虹たび号
2018年11月11日彦根駅

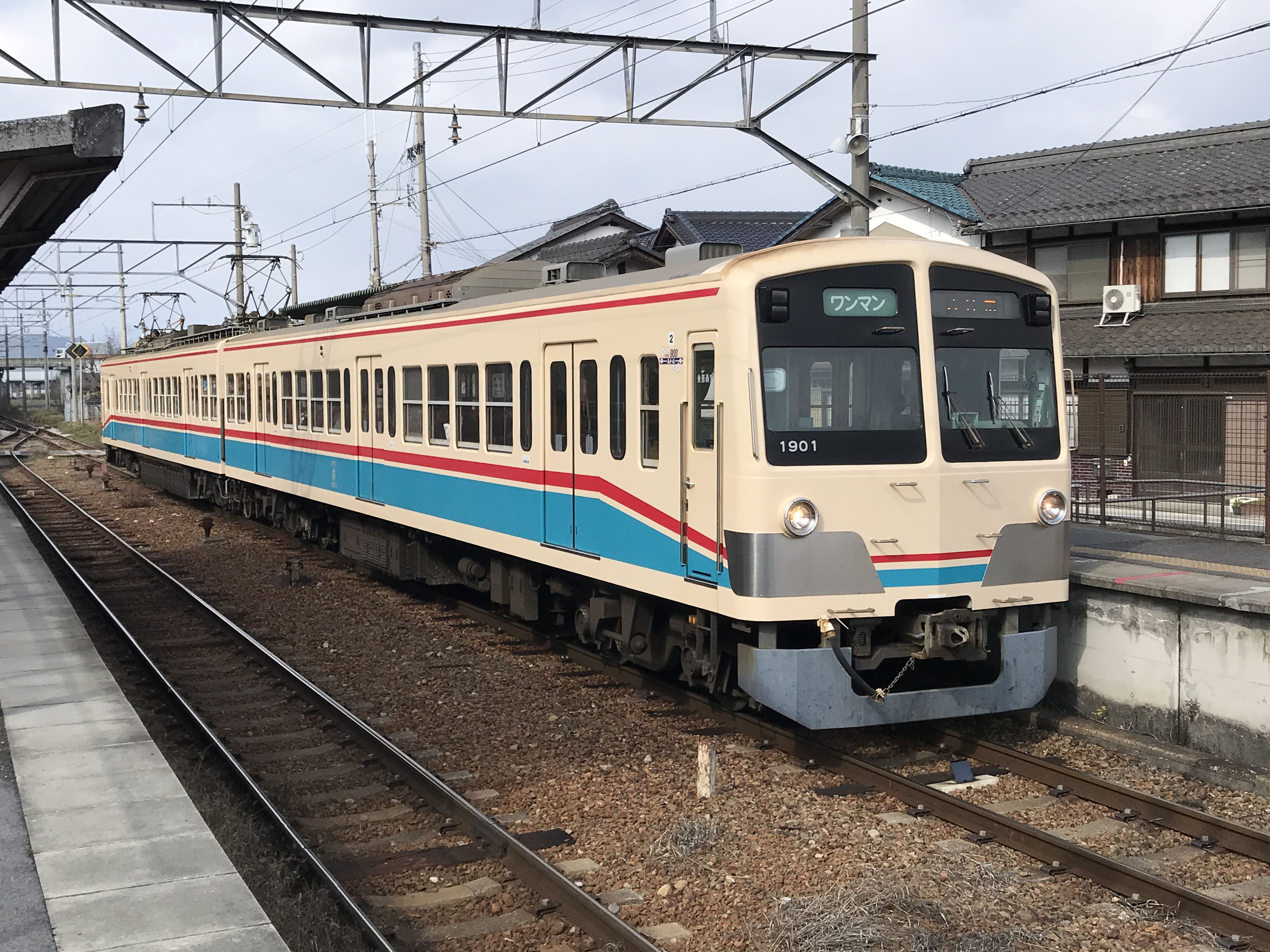
あかね号塗装になった姿
2020年2月5日武佐駅

901編成は2013年（平成25年）6月14日に彦根駅にて出発式が執り行われ、彦根 - 米原駅間にて運行されたノンストップの臨時列車への充当をもって運用を開始した。臨時列車運転終了後は彦根駅に隣接する「近江鉄道ミュージアム」において6月15日と翌16日の2日間にわたって一般公開された後、6月17日より通常の営業列車として、車両限界の都合から入線が不可能な多賀線を除く全線で運用を開始した。その後高宮駅の多賀線ホームの工事が完了し、近江鉄道線全線で運用されている。
2018年（平成30年）7月16日より、滋賀県観光キャンペーン「虹色の旅へ。滋賀・びわ湖」をPRするため、キャンペーンナビゲーター（虹たびナビゲーター）であり「滋賀ふるさと観光大使」を務める西川貴教の写真がラッピングされた特別車両『虹たび号』として運行を開始した。
2019年2月16日より「あかね号」色に塗り替えられて運行を開始した。同年5月7日からは、前日に引退した700系に代わり、2代目「あかね号」として運行されている。